# Łosośnica (gromada)
Łosośnica – dawna gromada, czyli najmniejsza jednostka podziału terytorialnego Polskiej Rzeczypospolitej Ludowej w latach 1954–1972.
Gromady, z gromadzkimi radami narodowymi (GRN) jako organami władzy najniższego stopnia na wsi, funkcjonowały od reformy reorganizującej administrację wiejską przeprowadzonej jesienią 1954 do momentu ich zniesienia z dniem 1 stycznia 1973, tym samym wypierając organizację gminną w latach 1954–1972.
Gromadę Łosośnica z siedzibą GRN w Łosośnicy utworzono – jako jedną z 8759 gromad na obszarze Polski – w powiecie łobeskim w woj. szczecińskim na mocy uchwały nr V/46/54 WRN w Szczecinie z dnia 5 października 1954. W skład jednostki weszły obszary dotychczasowych gromad Taczały, Troszczyno i Łosośnica (bez miejscowości Domyśl) oraz miejscowość Godziszewo z dotychczasowej gromady Żerzyno ze zniesionej gminy Żerzyno w tymże powiecie. Dla gromady ustalono 10 członków gromadzkiej rady narodowej.
31 grudnia 1959 do gromady Łosośnica włączono obszar zniesionej gromady Mołdawin (bez miejscowości Wołkowo, Gostomin i Gildnica) w tymże powiecie.
Gromadę zniesiono 1 stycznia 1972, a jej obszar włączono do gromad Rogowo (miejscowości Mąkorzyno, Radzim, Troszczyno i Ziemkowo) i Resko (miejscowości Brenko, Glinki, Godziszewo, Grzmikoło, Jagodno, Janisław, Kwiatkowo, Łosośnica, Łosośniczka, Maliniec, Miłogoszcz, Mołdawin, Mołdawinek, Radwańce, Sąpólko, Sienno, Siwkowice, Taczały, Zbylutowo i Żerzyno) w tymże powiecie.